# Vijfheerenlanden

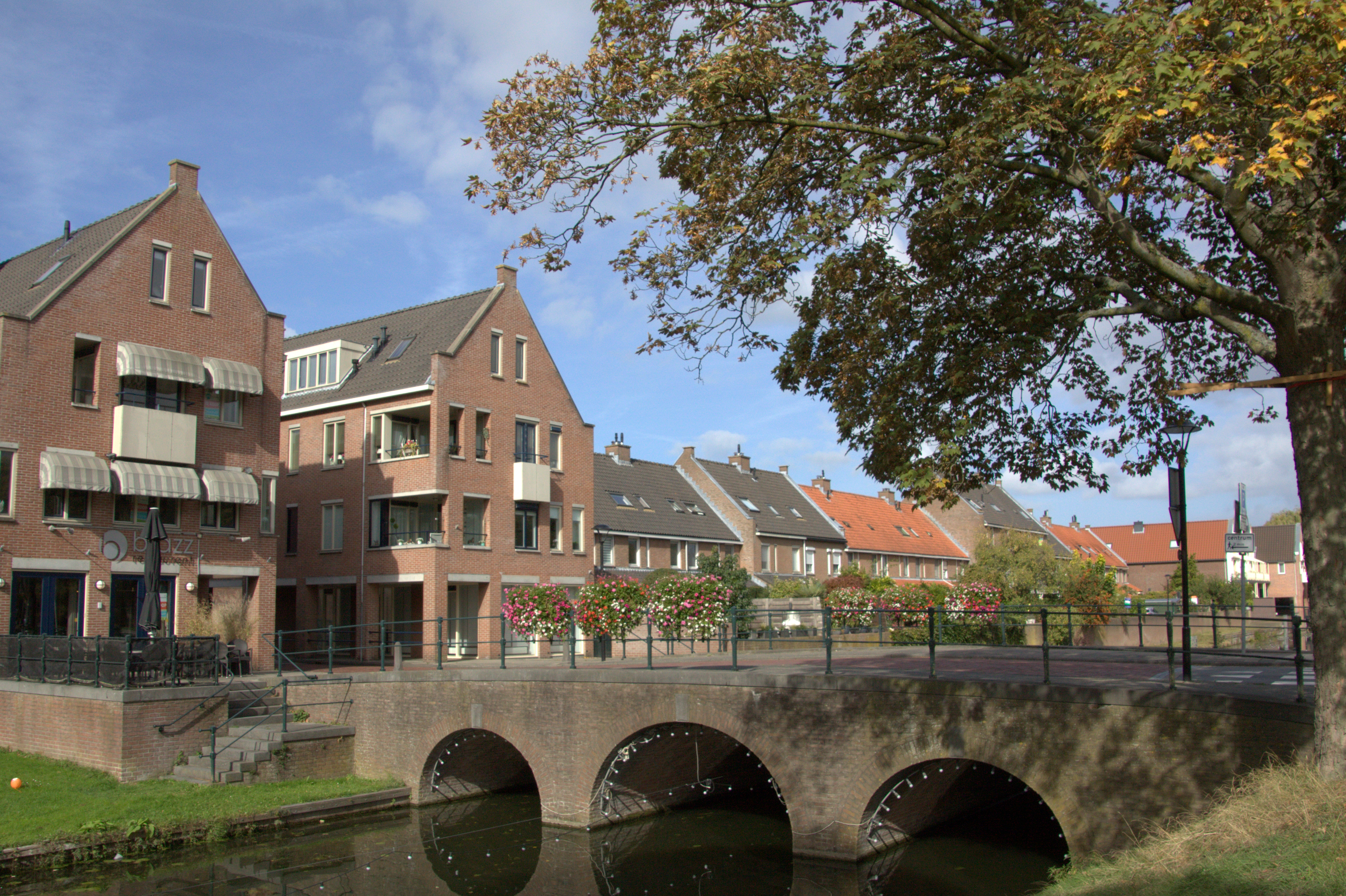
Vianen.

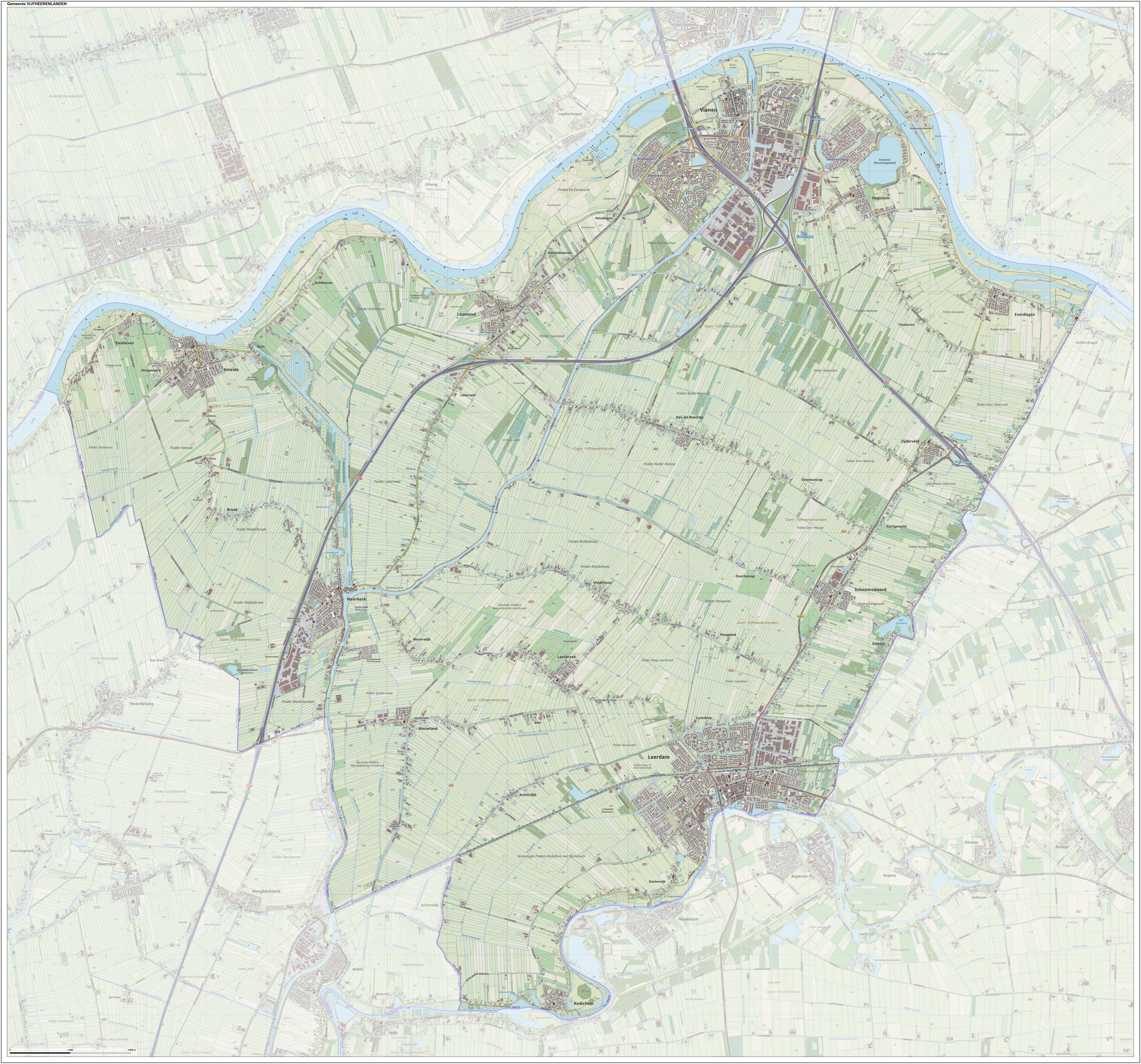
Kommun Vijfheerenlanden

Vijfheerenlanden är en kommun i provinsen Utrecht. Kommunens totala area är 153,31 km² (där 6,9 km² är vatten) och invånarantalet är på 55 832 invånare (2019).
Kommunen skapades den 1 januari 2019 av kommunerna Leerdam, Vianen och Zederik.